# Jugoslavenska akcija
Jugoslavenska akcija (JA) je naziv za političku organizaciju koja je nastala u Kraljevini Jugoslaviji 7. siječnja 1930. Ova organizacija je bila je unitarističkog desnog usmjerenja. Po svojim programom, stavkama i simbolici JA je nalikovala fašističkoj organizaciji. 